# 西顺河镇
西顺河镇，是中华人民共和国江苏省淮安市洪泽区下辖的一个乡镇级行政单位。

## 行政区划
西顺河镇下辖以下地区：
街西社区、街南村、于圩村、张福河村和洪祥村。